# مهند حسن الشاوي
مهند حسن الشاوي (البصرة في 3 آب - أغسطس 1974) شاعر من العراق، ينتمي إلى جيل الشعراء المعاصرين الذين ظهروا بعد حرب 2003 والتي انتهت بتغيير نظام الحكم في العراق من قبل قوات الاحتلال الأمريكي، مزج في شعره بين أصالة الشكل وحداثة الأسلوب والمضمون، فكان أحد شعراء القصيدة العمودية الجديدة التي حققت حضوراً في الساحة الشعرية العربية في هذا العصر.

## نشأته وتجربته الشعرية
ولد الشاوي في البصرة في محلة كرمة علي شمال مركز مدينة البصرة بحوالي 12 كم، وهي المنطقة الجغرافية التي يتكون عندها مجرى شط العرب من التقاء نهري دجلة والفرات، وتخرج من جامعة البصرة عام 1998 حيث حصل على شهادة البكالوريوس في الكيمياء من كلية العلوم. بدأ بكتابة الشعر في تسعينات القرن المنصرم، وحصل على عدة جوائز في المسابقات الشعرية العربية التي اشترك بها، وقد احتفت به عدة قنوات فضائية عراقية ليتحدث من خلالها عن تجربته الشعرية، وكتب عنه بعض النقاد، وترجمت بعض قصائده إلى أكثر من لغة.

## فنه الشعري
ويعد الشاوي من شعراء القصيدة العمودية ذات الشكل الحداثوي الجديد التي تحتفي بالكتابة البخيلة الخالية من الفجوات من خلال التقشف اللفظي والإيقاعي والدلالي واهتمامها بجماليات المعرفة وسؤال الحداثة والتي تفعِّل الحس الحداثوي في القصيدة بكل فنونها وإفادتها من معطيات الشعر العربي الحديث فضلاً عن تفعيل شعرية الإيقاع العروضي لبحور الشعر العربي المعروفة وتفعيل شعرية القافية وجماليتها لتضعها في سياق فني يسوّغ بقاءها في النص الشعري المعاصر على الرغم من انفتاحه وتخلصه من أية اشتراطات شكلية يراها البعض تعيق حركته الفنية وتضعف تطلعاته في سبر الأغوار البعيدة للنص الشعري الحديث.

## مجموعات شعرية
أهم مجموعاته الشعرية:
- لا شيء يتبعني سواي 2011.[5]
- ذلك العراق لا ريب فيه 2020.[6]

## جوائز أدبية
حصد الشاوي الكثير من الجوائز الأدبية منها:
- جائزة النور للإبداع (مرتين) 2010[7]، 2014.[8]
- جائزة مسابقة الجود العالمية (مرتين) 2011[9]، 2014.[10]
- جائزة نصرة حدود العراق 2011.[11]

## وصلات خارجية
- صفحة الشاعر في مركز النور